# Metuisela Coriakula
Metuisela Coriakula (ur. 17 sierpnia 1977) − fidżyjski bokser kategorii piórkowej.

## Kariera amatorska
W maju 2003 zdobył brązowy medal w kategorii piórkowej na mistrzostwach Oceanii. Swoją półfinałową walkę przegrał przez dyskwalifikację z Australijczykiem Ryanem Langhamem. W lipcu tego samego roku został wicemistrzem igrzysk Południowego Pacyfiku w kategorii piórkowej. W półfinale tego turnieju wyeliminował reprezentanta Papui i Nowej Gwinei Bena Tamiego. W finale przegrał na punkty (10:21) z reprezentantem Tahiti Rodrigue Havatą. Trzy lata później był uczestnikiem igrzysk Wspólnoty Narodów, ale udział zakończył na eliminacjach, przegrywając z Diwakarem Prasadem.